# Nolana mollis
Nolana mollis es una de las 49 especies del género Nolana presentes en Chile, de la familia de las solanáceas (Solanaceae). Esta especie en particular es endémica con una distribución muy reducida en el borde costero norte de la Región de Atacama en Chile.

## Descripción
Nolana mollis se encuentra descrita como una hierba perenne, de forma globosa y decumbente, forma manchones, es algo leñosa en su base. Es una planta densa de color verde-amarillo. Alcanza los 120 cm de altura.
Se caracteriza por tener flores pequeñas, muy abundantes ubicadas en el extremo de sus ramas, su cáliz de forma cilíndrico-acampanado presenta cinco lóbulos suculentos linear-lanceolados agudos. La corola posee 5 pétalos unidos con forma de campana, gamopétala, de 25 mm de largo, su corola normalmente es de color blanco, celeste o violeta. La parte interior de la flor o garganta es de color blanco y amarillo pálido en la base, es vellosa en el tubo. Posee 5 estambres desiguales en tamaño de color blanco y anteras de color amarillo pálido. Estigma globoso bilobulado y ovario formado por 10 porciones.
Nolana mollis presenta hojas cilíndricas y suculentas, linear-espatuladas, obtusas, fasciculadas, cubiertas de filamentos pilosos.
Crece en sectores costeros con suelo pedregoso o rocoso, muy cerca del mar o en quebradas con influencia de neblinas costeras, con alta radiación solar en terrenos planos y sectores con exposición norte. Crece desde los 0 hasta los 500 metros sobre el nivel del mar, en quebradas interiores con influencia de la camanchaca puede llegar hasta los 2000 metros. Esta especie en particular requiere de la humedad de neblinas costeras camanchaca. No resiste heladas. En la región de Atacama florece con mayor intensidad en períodos de desierto florido. Puede soportar una temporada seca de 8 hasta 12 meses e incluso años sin precipitaciones. Habita en un clima de rusticidad USDA equivalente a zonas 10 y 11.

## Nombres vernáculos
Esta especie es conocida como 'suspiro chico'. 

## Importancia
Esta especie constituye una de las flores emblemáticas que aparecen durante la floración del fenómeno denominado Desierto florido
Es considerada una planta gran valor ornamental.

## Amenazas
Una de las principales amenazas de esta especie la constituyen factores antrópicos como la urbanización y ocupación del borde costero, por acción antrópica por el turismo y colecta de flores